# McKinlay
McKinlay är en kommun i Australien. Den ligger i delstaten Queensland, omkring 1 400 kilometer nordväst om delstatshuvudstaden Brisbane. Antalet invånare var 796 vid folkräkningen 2016.
Följande finns i McKinlay:
- Kerrs Table Mountain (ett berg)
- Mount Brown (ett berg)
- Mount Edkins (ett berg)
- Mount Fort Bowen (ett berg)
- Mount Helen (ett berg)
- Mount Little (ett berg)
- Mount Salmond (ett berg)
- Mount Skipton (ett berg)
- Mount William (ett berg)
- Mount Wills (ett berg)